# Право вирішувати
«Право вирішувати» — радянський двосерійний телефільм 1986 року, знятий режисером Бабою Аннановим на кіностудії «Туркменфільм».

## Сюжет
Директор одного з промислових підприємств Туркменії, Чари Каландаров, розпочинає реконструкцію свого заводу. Його дії знаходять підтримку одних та активну протидію інших. Головним противником Каландарова стає Джумаєв, який очолює нафтохімічну галузь у республіці, що найбільше турбується лише за своєчасне виконання плану.

## У ролях
- Баба Аннанов — Чари Каландаров (озвучив Євген Жариков)
- Мухаммед Черкезов — Ходжам-ага
- Ходжадурди Нарлієв — Вахтанг Гогоберідзе
- Віктор Шульгін — Олексій Іванович Євдокимов
- Мурад Агабаєв — Непес Бабаєв
- Боссан Реджепова — Набат Мурадівна, парторг заводу
- Раїса Недашківська — Гозель
- Керім Аннанов — Байрам
- Айсалтан Бердиєва — Аксолтан-Едже
- Какабай Дурдиєв — Наріман Джумаєвич (озвучив Михайло Глузський)
- Юсуп Кулієв — Ашир
- Г. Анналієва — Хатіджа
- Олена Антонова — Наталя Євдокимова
- Іслам Ісламов — Нури
- Курбан Кельджаєв — Амаяк Мартиросович Мясікян
- Володимир Краснопольський — Федір Іванович Перевалов
- Тамілла Касимова — Світлана Василівна
- Олександр Краснопольський — Віктор Петрович, секретар міськкому партії (озвучив Сергій Малишевський)
- Ата Довлетов — Сари-ага
- Сетдар Караджаєв — Ораз, брат Чари
- Чари Бердиєв — Аман
- Байрам Садиков — Алтиєв
- Батир Атаєв — епізод
- Язгельди Сеїдов — голова комісії
- Володимир Гусєв — Юрій Опанасович
- Юрій Гусєв — Сергій Кузьмич
- Хоммат Муллик — міністр
- Гельди Сейдієв — епізод
- Айдогди Оразов — конструктор
- Аман Одаєв — Давлетов
- Піркулі Атаєв — епізод
- С. Наубатов — епізод
- І. Краснопольська — дружина Перевалова
- Всеволод Сафонов — Іван Михайлович
- Огультач Ханниєва — Джамал Атаївна
- Ольга Амаліна — Ольга Павлівна, секретар
- Мулькаман Оразов — робітник
- Берди Аширов — Бабалаков
- Ата Бяшимов — Какабай Аширович

## Знімальна група
- Режисер — Баба Аннанов
- Сценаристи — Валерій Гавричкін, Юрій Карагезов, Байрам Абдуллаєв
- Оператор — Овез Вельмурадов
- Композитор — Реджеп Аллаяров